# Une famille dans la tourmente
Pour plus de détails, voir Fiche technique et Distribution.
Une famille dans la tourmente (阿修羅のごとく, Ashura no gotoku) est un film japonais réalisé par Yoshimitsu Morita, sorti en 2003. Il s'agit d'une adaptation de la série télévisée Ashura no gotoku sortie en 1979.

## Synopsis
Les quatre filles de la famille Takezawa découvrent que leur père à une liaison.

## Fiche technique
- Titre : Une famille dans la tourmente
- Titre original : 阿修羅のごとく (Ashura no gotoku)
- Réalisation : Yoshimitsu Morita
- Scénario : Tomomi Tsutsui d'après le scénario de la série télévisée Ashura no gotoku de Kuniko Mukōda
- Musique : Kow Otani
- Photographie : Nobuyasu Kita
- Montage : Shinji Tanaka
- Production : Minami Ichikawa
- Société de production : Hakuhodo, Mainichi Shinbunsha, Nippon Shuppan Hanbai et Tōhō
- Pays :  Japon
- Genre : Comédie dramatique
- Durée : 135 minutes
- Dates de sortie : 
  -  Japon : 8 novembre 2003

## Distribution
- Shinobu Ōtake : Tsunako Mitamura, la première fille
- Hitomi Kuroki : Makiko Satomi, la deuxième fille
- Eri Fukatsu : Takiko Takezawa, la troisième fille
- Kyōko Fukada : Sakiko Jinnai, la quatrième fille
- Tatsuya Nakadai : Kotaro Takezawa
- Kaoru Yachigusa : Fuji Takezawa
- Kaoru Kobayashi : Takao Satomi
- Nakamura Shidō II : Shizuo Katsumata
- Rikiya Kurokawa : Hidemitsu Jinnai
- Mitsugorō Bandō : Sadaharu Masukawa
- Kaori Momoi : Toyoko Masukawa
- Misako Konno : Tomoko Tsuchiya
- Yoshino Kimura : Keiko Akagi
- Tōru Masuoka : Ogata
- Masami Nagasawa : Yoko Satomi

## Distinctions
Le film a été nommé pour treize Japan Academy Prizes et en a reçu trois : meilleur réalisateur, meilleur scénario et meilleur second rôle féminin pour Kaoru Yachigusa.